# گرینوود (ایندیانا)
گرینوود، ایندیانا (به انگلیسی: Greenwood, Indiana) یک شهر در ایالات متحده آمریکا با جمعیت ۴۹٬۷۹۱ نفر است که در شهرستان جانسون، ایندیانا واقع شده‌است.

## موقعیت جغرافیایی
موقعیت جغرافیایی شهرها و مناطق اطراف به شرح زیر است: